# Pfarrhaus (Simmerberg)

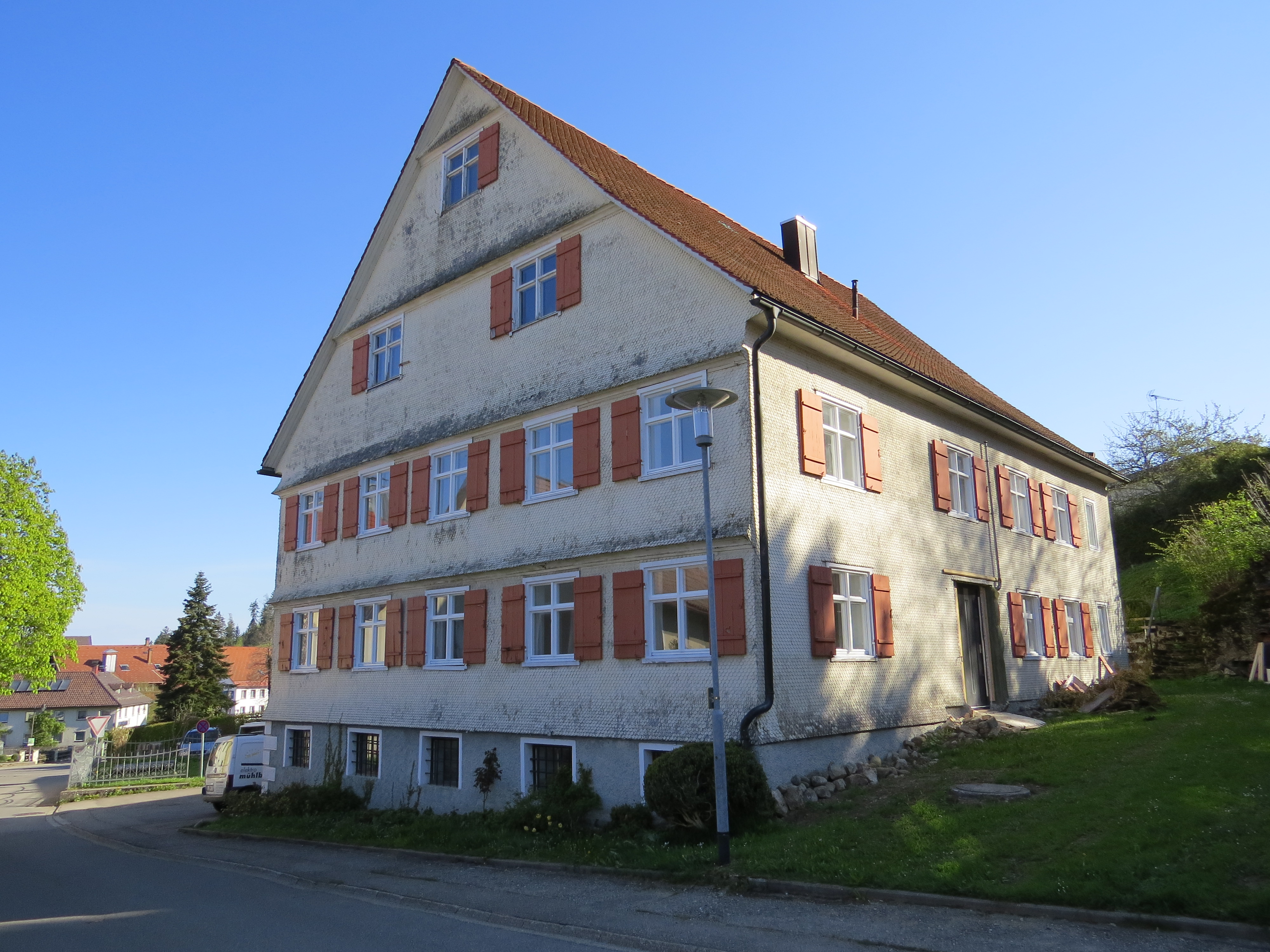
Ehemaliges Pfarrhaus in Simmerberg

Das Pfarrhaus in Simmerberg, einem Gemeindeteil von Weiler-Simmerberg im schwäbischen Landkreis Lindau in Bayern, wurde Ende des 18. oder Anfang des 19. Jahrhunderts errichtet. Das ehemalige Pfarrhaus am Schillerweg 5 ist ein geschütztes Baudenkmal.
Der zweigeschossige verschindelte Satteldachbau entstand Ende des 18. oder Anfang des 19. Jahrhunderts. Das Gebäude besitzt eine große Kellereinfahrt.